# Ruige heemst
Ruige heemst (Althaea hirsuta, synoniem: Malva setigera) is een eenjarige plant uit de kaasjeskruidfamilie (Malvaceae).
De soort komt van nature voor in Zuidoost-, Zuid- en Midden-Europa en West-Azië en is ingeburgerd in Wallonië en Groot-Brittannië. In Nederland geldt de soort als niet-ingeburgerd: adventief of verwilderend. Het aantal chromosomen is 2n = 50.
De plant wordt 30–60 cm hoog. De blad- en bloemstengels zijn bedekt met lange, stijve borstelharen. De bovenste stengelbladeren zijn tot bijna aan de grond drie tot vijfdelig en de middelste stengelbladeren handvormig met drie tot vijf insnijdingen. De onderste bladeren zijn 1–4 cm lang en 1,5-3,5 cm breed en hebben een gekartelde rand.
Ruige heemst bloeit vanaf mei tot in augustus met roze tot bleek lavendelkleurige, 2,5 cm grote bloemen. De bloemen staan afzonderlijk in de bladoksels en hun stelen zijn langer dan de lancetvormige, 5–8 mm lange steunblaadjes. De vijf bijkelkbladen zijn 6–9 mm lang en 1–3 mm breed en aan de basis vergroeid. De 15 mm lange, rechtopstaande kelkbladen zijn puntig. De vijf kroonbladen zijn 12–17 mm lang en nauwelijks langer dan de kelkbladen.
De vrucht is een 8–10 mm grote splitvrucht met tien tot vijftien dopvruchten als deelvruchtjes. De bruine, kale, niervormig-ronde, fijn gekreukte dopvruchten zijn 1-1,3 mm lang en 0,7-1,4 mm breed.

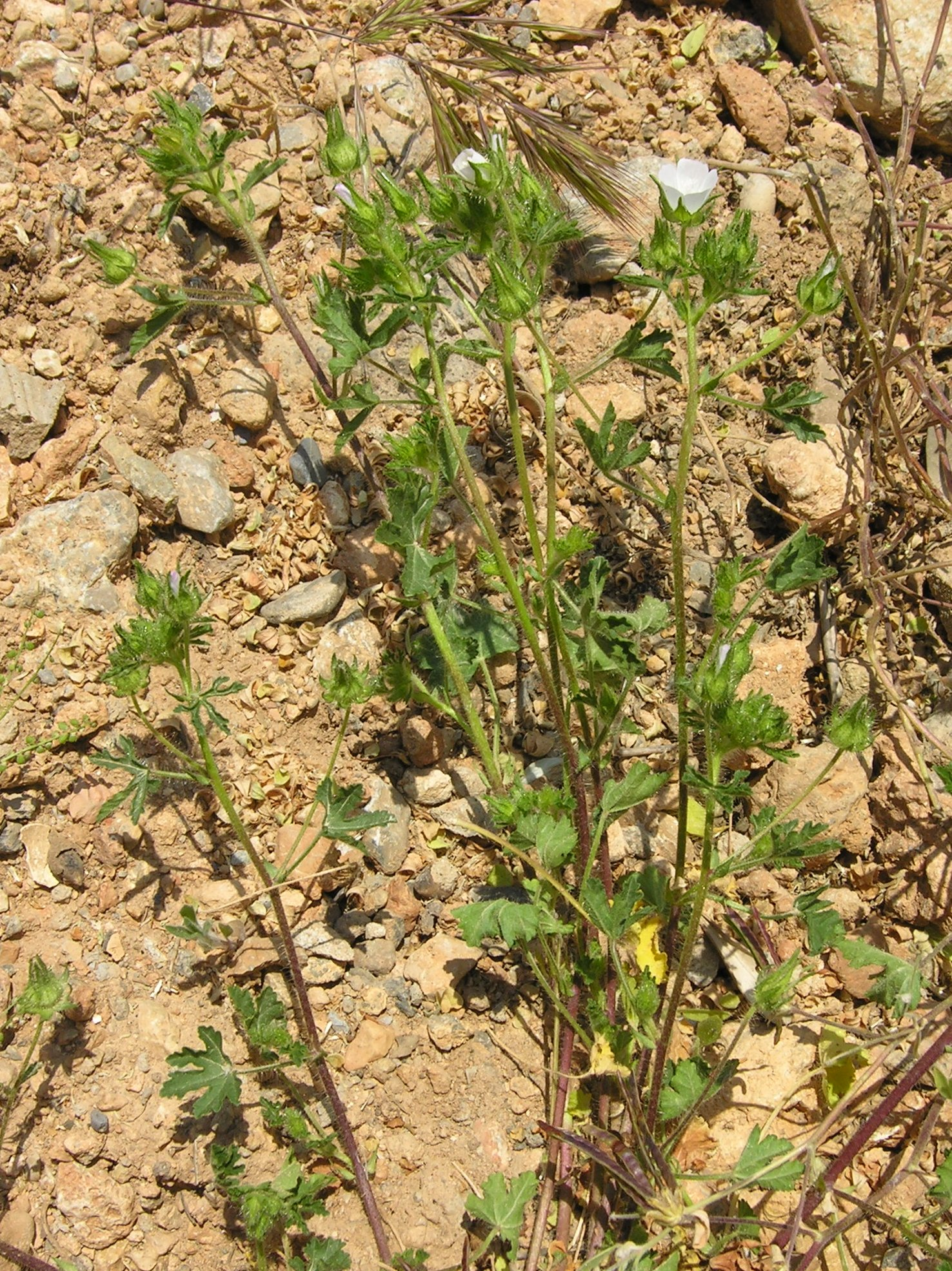
Plant
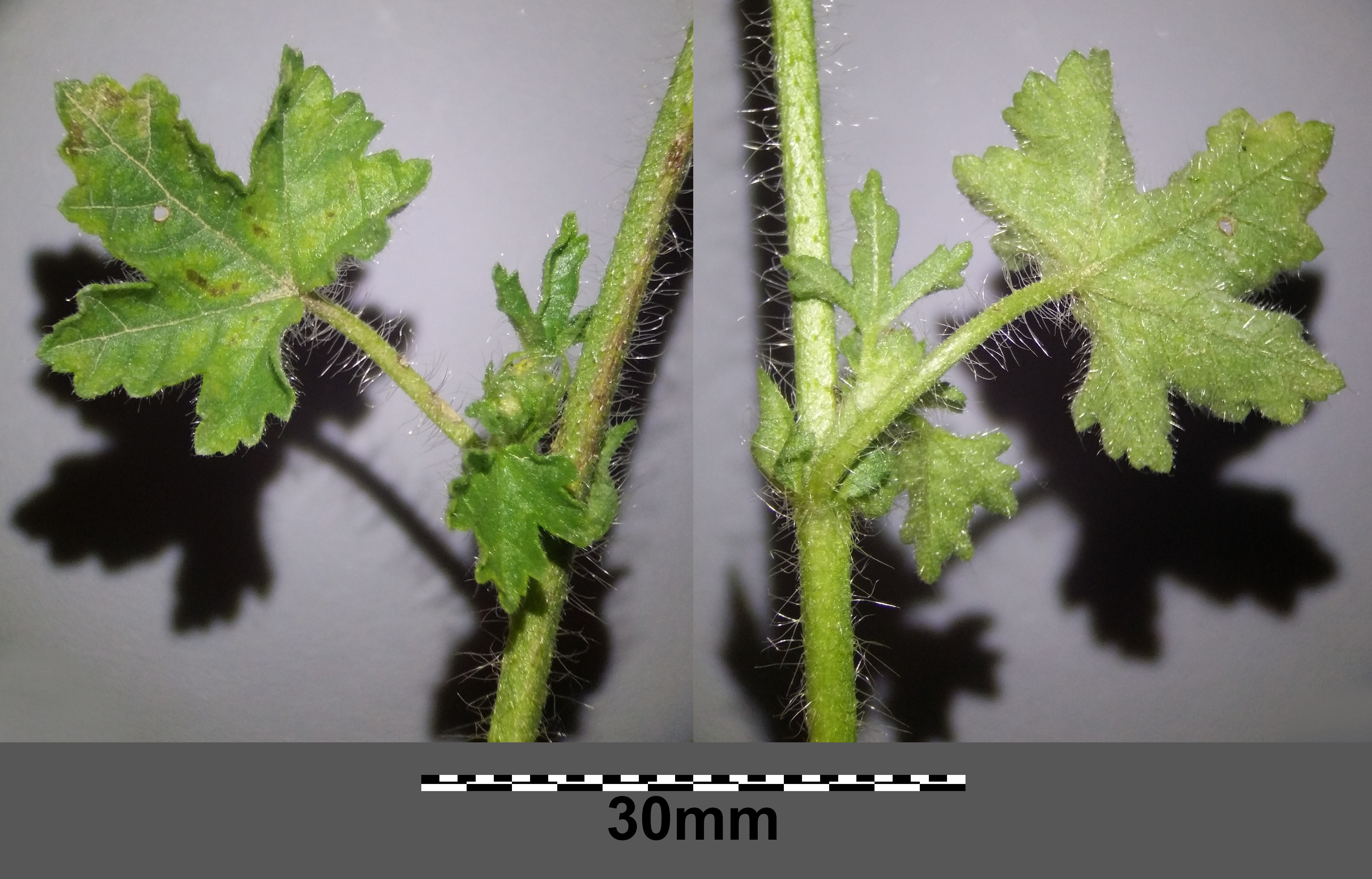
Blad
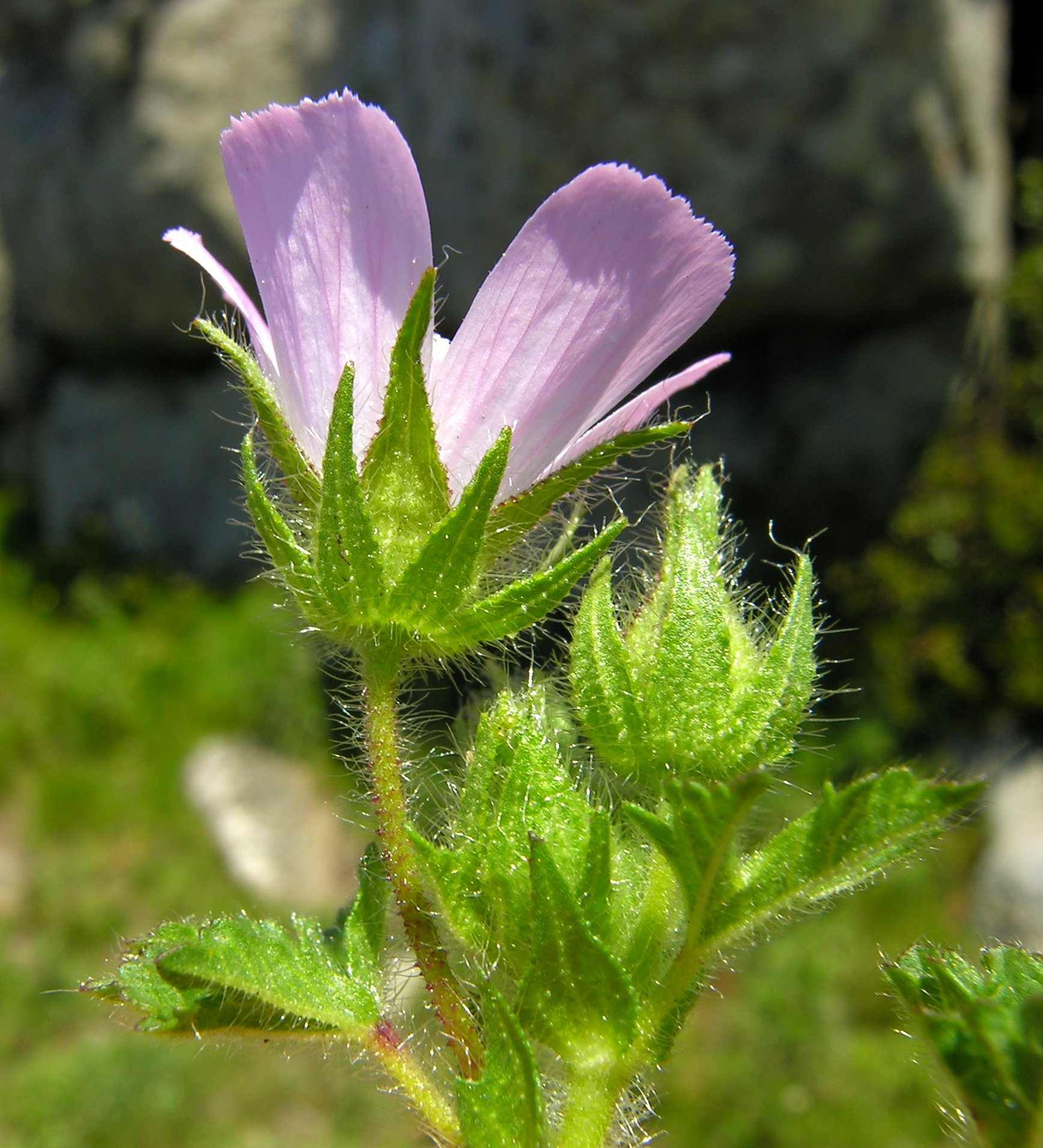
Kelk en bijkelk
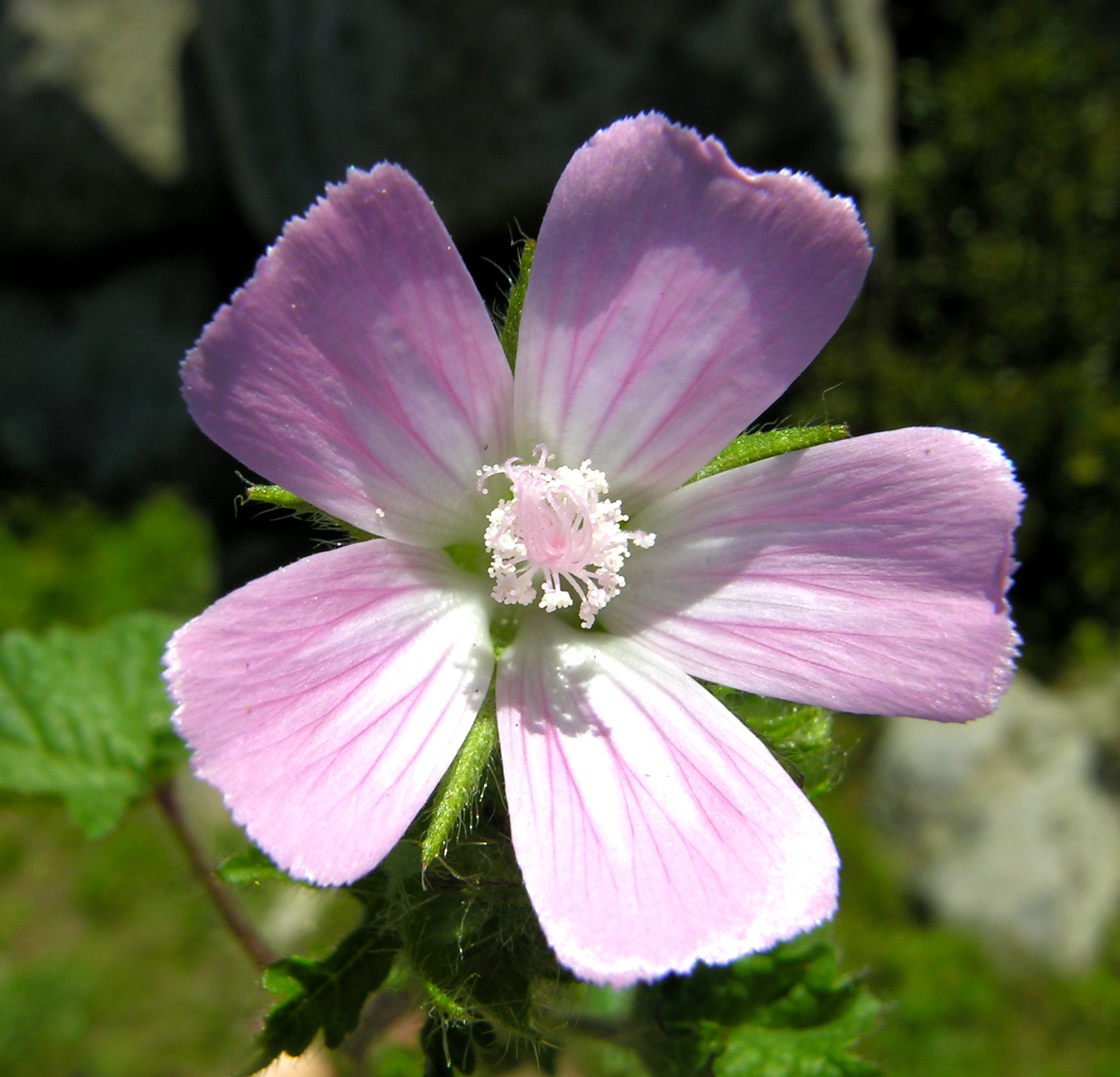
Bloem
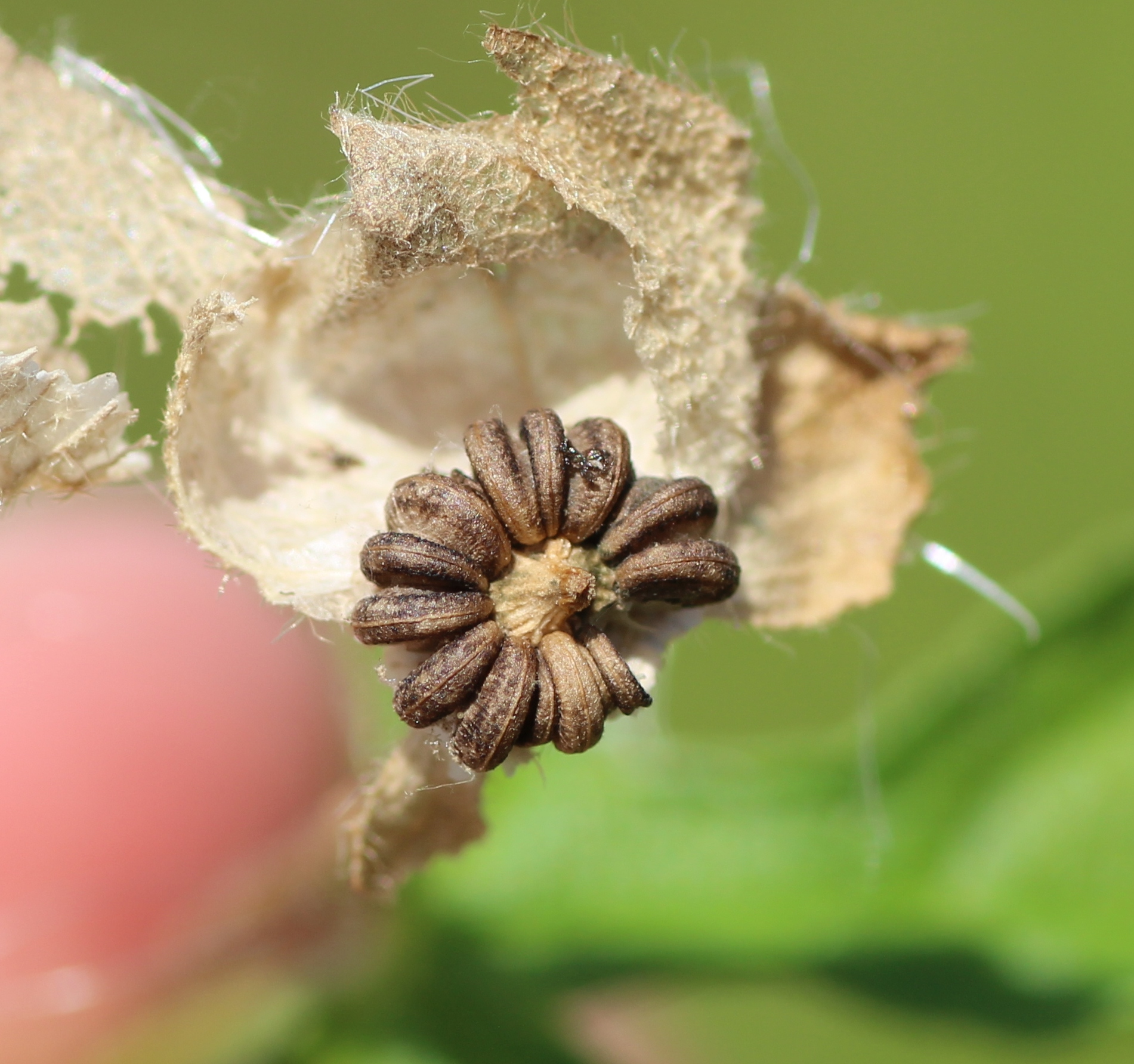
Splitvrucht
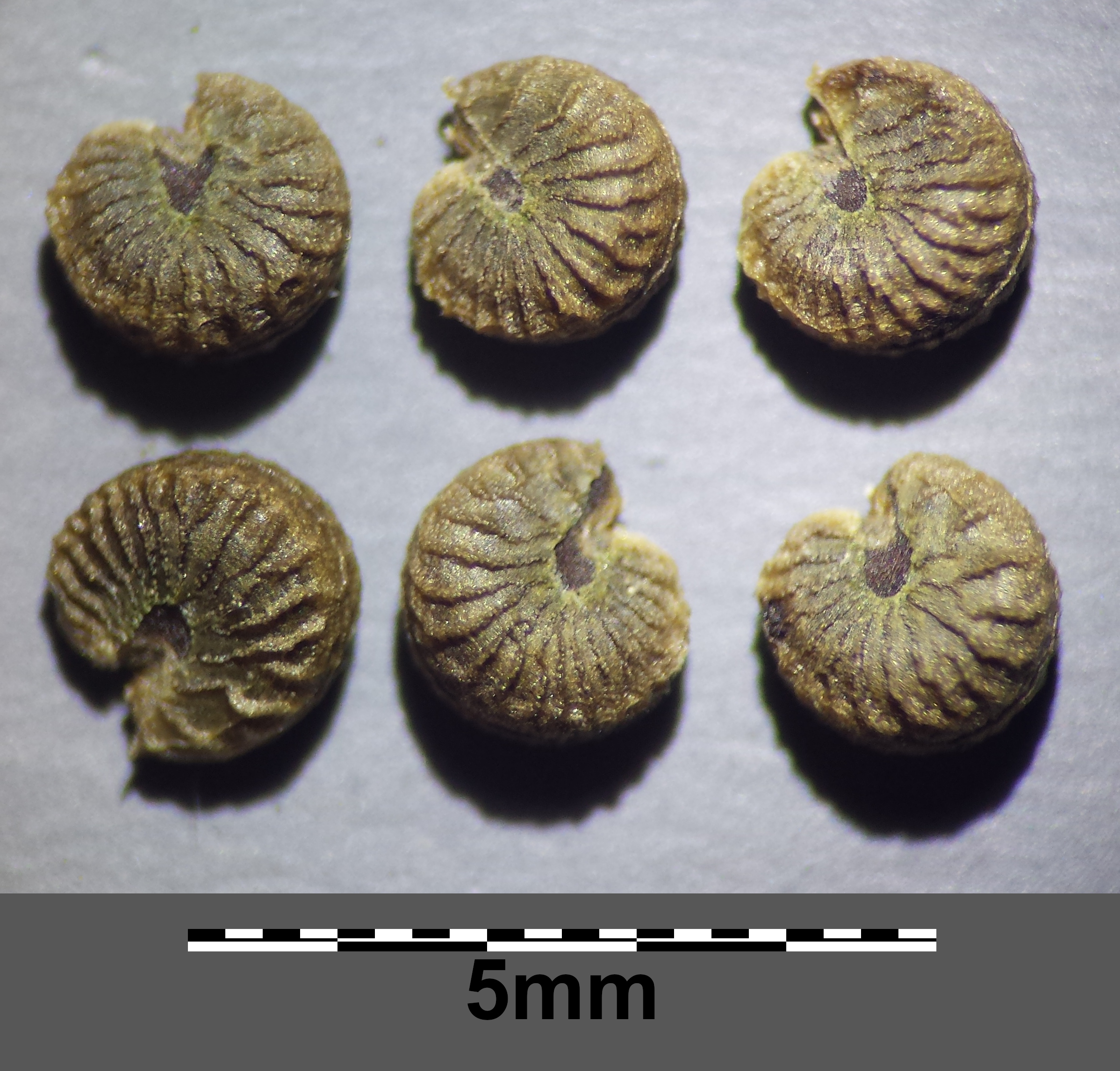
Deelvruchten